# راه رفتن روی ابرها
راه رفتن روی ابرها (انگلیسی: A Walk in the Clouds) فیلمی در سبک درام و رمانتیک به کارگردانی آلفونسو آرائو است که از سوی فاکس قرن بیستم در ۲۷ مه ۱۹۹۵ منتشر شد.

## بازیگران
- کیانو ریوز
- آیتانا سانچز-خیخون
- آنتونی کوئین
- جانکارلو جانینی
- آنجلیکا آراگون
- فردی رودریگز
- دبرا مسینگ
- دان آمندولیا